# 艾昂戴尔 (阿拉巴马州)
艾昂戴尔（英語：Irondale），是美国阿拉巴马州下属的一座城市。面积约为17.31平方英里（约合44.83平方公里）。根据2010年美国人口普查，该市有人口12,349人，人口密度为713.49/平方英里（约合275.46/平方公里）。